# Las de la Intuición
"Las de la Intuición" (Tiếng Anh: "The Ones With the Intuition") là một bài hát - đĩa đơn của ca sĩ người Mỹ Shakira, từ album Fijación Oral Vol. 1 của cô ấy. Bài hát còn có một phiên bản tiếng Anh tên là "Pure Intuition".

## Xếp hạng
| Chart (2007)                       | Peak position |
| ---------------------------------- | ------------- |
| Hà Lan (Single Top 100)            | 6             |
| Romania (UPFR)                     | 6             |
| Slovakia (Rádio Top 100)           | 29            |
| Spain (PROMUSICAE)                 | 1             |
| Hoa Kỳ Latin Pop Songs (Billboard) | 11            |
| Hoa Kỳ Hot Latin Songs (Billboard) | 31            |
| Venezuela Pop Rock (Record Report) | 8             |

## Chứng nhận
| Country (provider) | Format           | Certifications (sales thresholds) |
| ------------------ | ---------------- | --------------------------------- |
| Spain (PROMUSICAE) | Digital download | 7× Platinum                       |
| Spain (PROMUSICAE) | Ringtone         | 10× Platinum                      |